# Le Chamanisme de Sibérie et d’Asie centrale
Le Chamanisme de Sibérie et d’Asie centrale est une monographie illustrée sur le chamanisme en Sibérie et en Asie centrale, co-écrite par Charles Stépanoff, un ethnologue et spécialiste de la Sibérie, et par Thierry Zarcone, un historien des religions et spécialiste de la Turquie, et parue chez Gallimard en 2011. Cet ouvrage est le 579e titre dans la collection « Découvertes Gallimard ».

## Introduction
Cet ouvrage en format poche (125 × 178 mm) fait partie de la série Religions dans la collection « Découvertes Gallimard ». Selon la tradition des « Découvertes », cette collection repose sur une abondante documentation iconographique et une manière de faire dialoguer l’iconographie documentaire et le texte, enrichie par une impression sur papier couché ; en d’autres termes, « de véritables monographies, éditées comme des livres d’art ». C’est presque comme un « roman graphique », rempli de planches en couleurs.
Ici les auteurs explorent les rituels et les mythologies du chamanisme et évoquent l’émergence d’un néochamanisme en Occident.
Qu’est-ce qu’un chaman qui a la capacité d’interagir et de communiquer avec les dieux et les esprits ? Nous abordons leur image réelle, qui sont des voyants, des médecins et des médiateurs entre le monde humain et le monde invisible où vivent les esprits. Il s’agit d’une histoire générale et une analyse du chamanisme en Sibérie et en Asie centrale musulmane, illustrée par de nombreuses figures : l’ouvrage se concentre sur l’histoire, les mythes, la vie quotidienne des chamanes, leurs rituels, la musique et leurs paraphernalias rituelles.
Dans cet ouvrage, les auteurs expliquent que le vrai rituel demande des efforts physiques exceptionnels, autrefois, les plus expérimentés « se faisaient passer des couteaux à travers le nombril ou l’anus, se tiraient dessus au fusil, buvaient leur propre sang, avalaient des charbons, des cailloux ou des aiguilles ».

## Contenu
Le corpus
- Ouverture (p. 1–7, une succession de photographies en pleine page, des rituels chamaniques)
- Chapitre 1 : « Le chamanisme dans l’histoire » (p. 11–31)
- Chapitre 2 : « Le mythe, l’homme, le paysage » (p. 33–49)
- Chapitre 3 : « Le monde du chamane » (p. 51–65)
- Chapitre 4 : « Le rite : gestes et symboles » (p. 67–81)
- Chapitre 5 : « Musique et objets rituels » (p. 83–95)

Témoignages et documents
1. Témoignages de chamanes (p. 98–99)
2. Chants et invocations chamaniques (p. 100–103)
3. Relations de voyageurs (p. 104–109)
4. Descriptions de rituels (p. 110–113)
5. Le temps des répressions (p. 114–115)
6. Le point de vue des anthropologues (p. 116–119)

Annexes
- Bibliographie (p. 120–121)
- Table des illustrations (p. 122–125)
- Index (p. 125–126)
- Crédits photographiques/Remerciements (p. 127)

## Accueil
Le site Babelio confère au livre une note moyenne de 3,5 sur 5, sur la base de 6 notes. Sur le site Goodreads, le livre obtient une note moyenne de 3 sur 5, sur la base de 3 notes, indiquant des « avis généralement positifs ».

Dans la revue Archives de sciences sociales des religions (no 164), l’historienne Françoise Aubin écrit : 

« Le présent petit ouvrage, un bijou de pédagogie sous une forme concentrée, complète le propos par une exposition brillamment illustrée de multiples cas possibles dans le passé et dans l’actualité. […] Les quelque 25 ‹ Témoignages et documents › donnés en appendice et souvent traduits du russe (par Stépanoff) animent, de façon souvent inattendue, le contenu théorique des chapitres précédents : ainsi un extrait d’une pièce de théâtre écrite en 1786 par la Grande Catherine se moquant de la chamanomanie de ses contemporains. Il ne faudra pas manquer un texte de 1933 traduit du uyghur (ouïgour) par Zarcone et un rituel tajik auquel il a assisté en 1995 (p. 111–115). […] Car le point fort de l’ouvrage et qui devrait inciter les islamologues à s’y référer est l’accent mis sur le chamanisme islamisé – ou l’islam chamanisé, comme l’on voudra – dont Zarcone s’est fait le spécialiste depuis quelques années. […] Le point faible de l’ensemble en est la contrepartie : le chamanisme primitif des chasseurs est bien négligé (le mot ‹ chasse › n’apparaît d’ailleurs pas dans l’index). […] Cet oubli mis à part, l’ouvrage ici recensé est une introduction idéale à un monde de pensée intrigant et toujours vivant. »

Dans la réponse au compte rendu critique d’Aubin, Charles Stépanoff remarque que les positions d’Aubin sur le « chamanisme primitif des chasseurs » révèlent des partis pris évolutionnistes.

## Éditions internationales
| Titre                                       | Traduction littérale                            | Langue             | Pays   | Collection (numéro dans la collection) | Éditeur              | Traducteur           | Année de première parution | ISBN                 |
| ------------------------------------------- | ----------------------------------------------- | ------------------ | ------ | -------------------------------------- | -------------------- | -------------------- | -------------------------- | -------------------- |
| Le Chamanisme de Sibérie et d’Asie centrale | –                                               | Français de France | France | Découvertes Gallimard (no 579)         | Éditions Gallimard   | –                    | 2011                       | (ISBN 9782070444298) |
| Lo sciamanismo di Siberia e d’Asia centrale | « Le Chamanisme de Sibérie et d’Asie centrale » | Italien            | Italie | Universale L’ippocampo (sans numéro)   | L’ippocampo Edizioni | Giovanna Elisa Taibi | 2012                       | (ISBN 9788896968871) |
| シャーマニズム                              | « Le Chamanisme »                               | Japonais           | Japon  | 知の再発見 (no 162)                    | Sōgensha (ja)        | Yukari Endō          | 2014                       | (ISBN 9784422212227) |